# Magadi
Magadi (anglicky Lake Magadi) je slané jezero v Keni, které se nachází asi 240 km východně od Viktoriina jezera a 120 km jihozápadně od Nairobi nedaleko hranice s Tanzanií. Jezero se položeno ve Východoafrickém zlomovém pásmu mezi sopečnými horninami, ze kterých přitékají horké slané prameny. Jezero Magadi je 32 km dlouhé a asi 3 km široké. Jeho rozloha kolísá mezi 300 až 900 km².

## Dno
Na dně jezera se chemickou cestou vytváří vrstva trona, což je vodnatý uhličitan sodný. Vrstva má tloušťku 3,5 až 4 m a na místě se přetváří kalcinovanou sodu. Celkové zásoby trony činily 200 Mt a přeměněné kalcinované sody 161 000 t (1971). Vyschlé části jezerní kotliny jsou pokryté plástvemi čisté kamenné soli. Dalšími minerály, které se zde vyskytují, jsou kenyait, magadiit, makatit, nahcolit, křemen (pazourek), villiaumit .